# Kazimierz (gromada w powiecie będzińskim)
Kazimierz – dawna gromada, czyli najmniejsza jednostka podziału terytorialnego Polskiej Rzeczypospolitej Ludowej w latach 1954–1972.
Gromady, z gromadzkimi radami narodowymi (GRN) jako organami władzy najniższego stopnia na wsi, funkcjonowały od reformy reorganizującej administrację wiejską przeprowadzonej jesienią 1954 do momentu ich zniesienia z dniem 1 stycznia 1973, tym samym wypierając organizację gminną w latach 1954–1972.
Gromadę Kazimierz z siedzibą GRN w Kazimierzu (wówczas wsi; obecnie jest to dzielnica Sosnowca o nazwie Kazimierz Górniczy) utworzono – jako jedną z 8759 gromad na obszarze Polski – w powiecie będzińskim w woj. stalinogrodzkim, na mocy uchwały nr 14/54 WRN w Stalinogrodzie z dnia 5 października 1954. W skład jednostki wszedł obszar dotychczasowej gromady Kazimierz (łącznie z włączoną w 1953 roku do niej częścią gromady Grabocin) ze zniesionej gminy Kazimierz w tymże powiecie; a także oddziały leśne nr nr 230 i 236 z Nadleśnictwa Gołonóg.
13 listopada 1954, po pięciu tygodniach, gromadę Kazimierz zniesiono w związku z nadaniem jej statusu osiedla, dla którego ustalono 27 członków osiedlowej rady narodowej (1 stycznia 1967 z osiedli Kazimierz i Ostrowy Górnicze utworzono miasto Kazimierz Górniczy, które 27 maja 1975 stało się częścią Sosnowca).